# Reino de Manipur

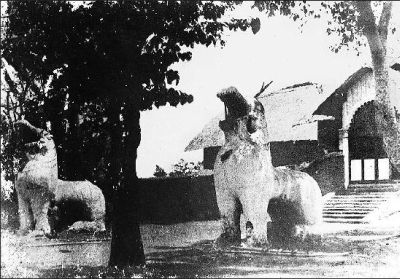
Kangla Uttra Sang en el Fuerte Kangla, antigua residencia de los reyes de Manipur. Los dos dragones Kangla-Sa Pakhangba que están en la puerta fueron destruidos después de la Guerra anglo-manipurí de 1891 pero han sido restaurados en años recientes.

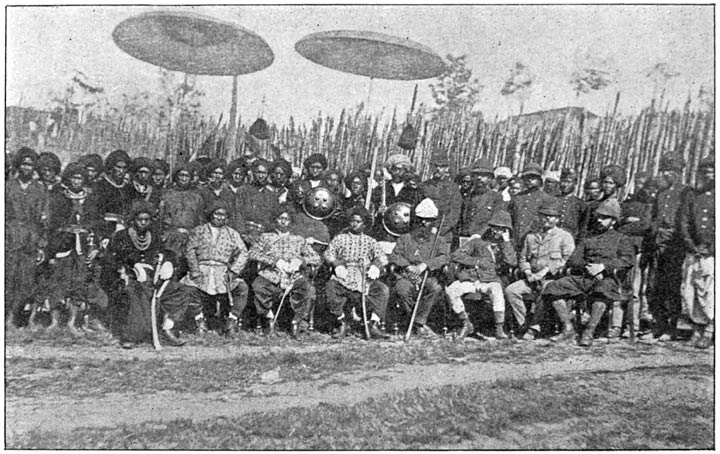
Los príncipes de Manipur, Col. Johnstone, Thangal Major y el oficial europeo en Kohima después de aliviar el fuerte del asedio de los Nagas, 1880

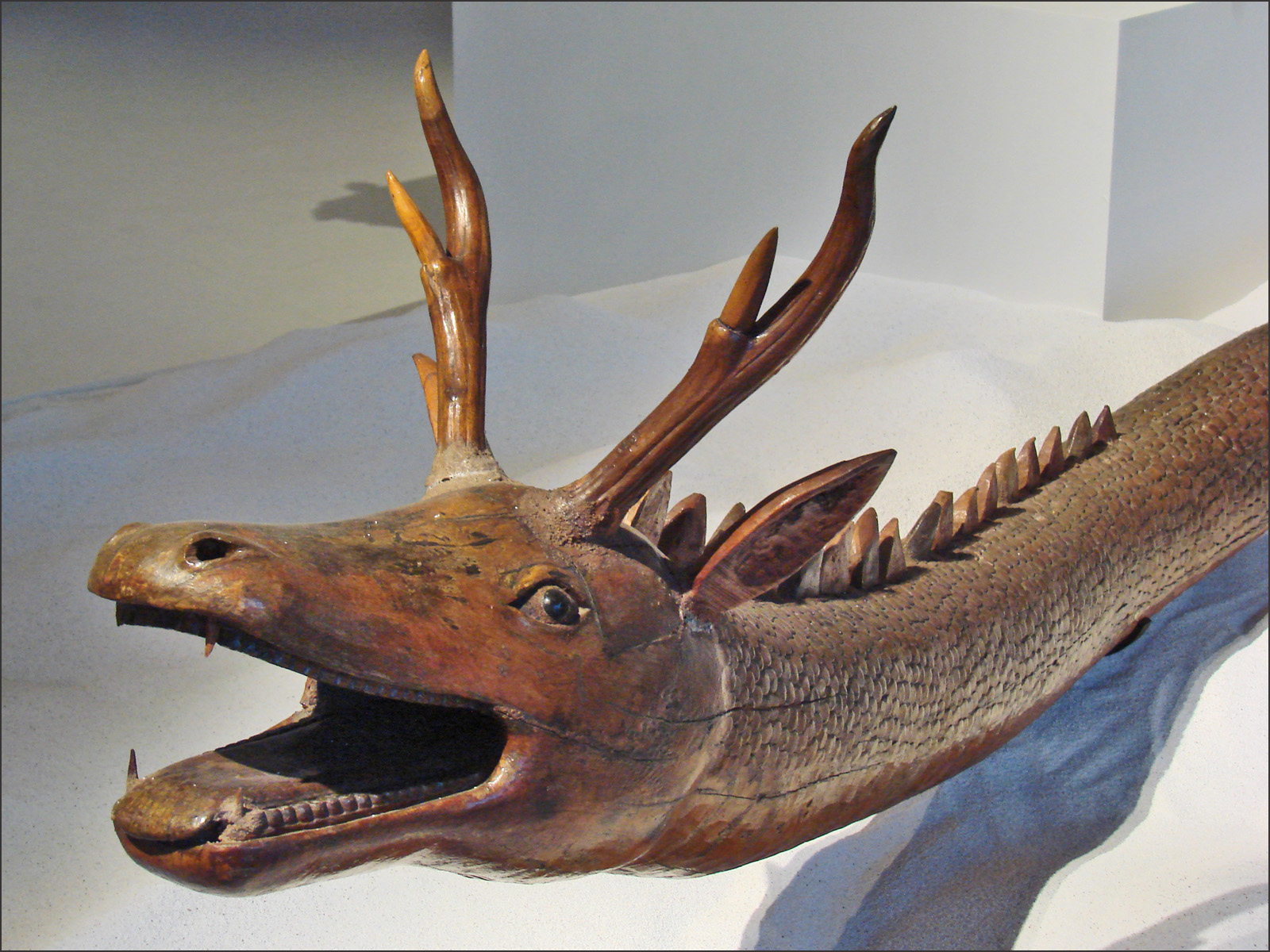
Pakhangba, un dragón heráldico de la tradición Meetei y un emblema importante entre los símbolos estatales de Manipur

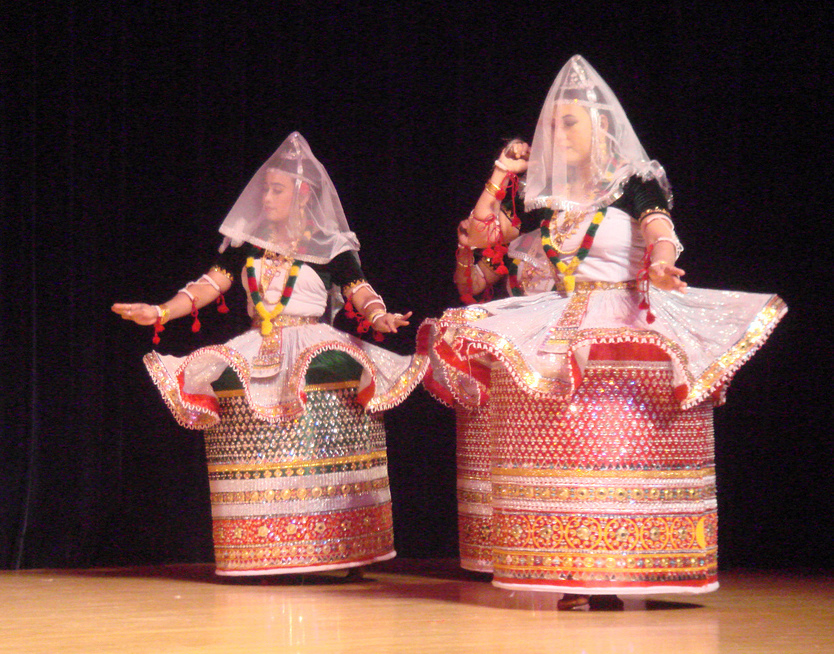
La danza de Manipuri fue patrocinada antiguamente por la casa real de Manipur.

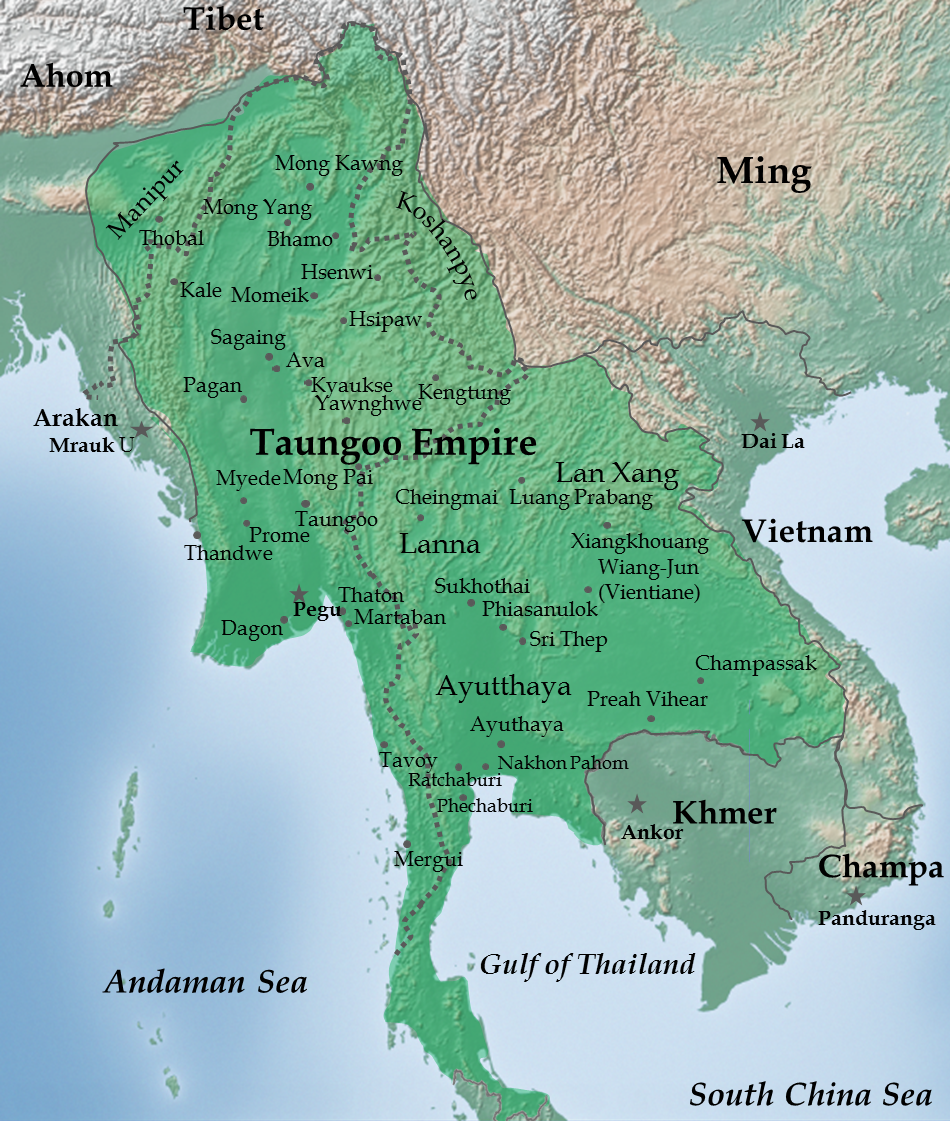
Manipur en el Imperio Toungoo (1580)

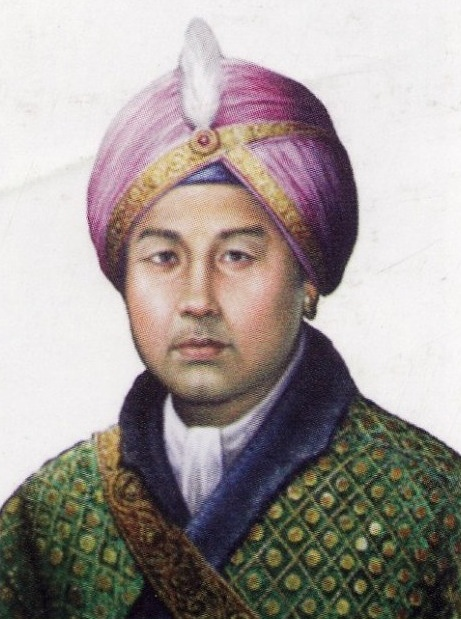
Raja Gambhir Singh (1788–1834) aceptó la soberanía británica para recuperar el reino de la ocupación birmana.

El Reino de Manipur fue un antiguo reino independiente en la frontera indo–birmana, y que estaba en una alianza subsidiaria con la India británica desde 1824, y se convirtió en un estado principesco en 1891. Bordeaba a la provincia de Assam al oeste y a la Birmania británica en el este, y en el siglo XX cubrió una área de 22,327 kilómetros cuadrados y contuvo 467 pueblos. La capital del estado era Imfal.
La historia temprana de Manipur se compone de narraciones míticas. El Fuerte Kangla, localizado en los bancos del río Imfal, es donde se localizaba el palacio del Rey Pakhangba. Fue construido en 1632 por rey Khagemba, quién había derrotado a los invasores chinos. En el fuerte, una serie de templos que tenían un importante significado religioso tradicional se hallaban localizados allí. Kangla significa "tierra seca" en la antigua lengua meitei.

## Estado de Kangleipak
El Reino de Kangleipak fue establecido por el rey Loiyumba en 1110, quien gobernó entre 1074 y 1121. Consolidó el reino al incorporar la mayoría de los principados en las colinas circundantes y se le atribuye haber promulgado una especie de constitución escrita para su estado. Después de subyugar todas las aldeas dentro de su valle, los reyes de Kangleipak aumentaron su poder y comenzaron una política de expansión más allá de su territorio. En 1443, el rey Ningthoukhomba asaltó Akla, un área gobernada por el pueblo Shan, iniciando una política de reclamos de Manipuri sobre el vecino valle de Kabaw. El cenit del estado de Kangleipak se alcanzó bajo el gobierno del rey Khagemba (1597-1652). El hermano de Khagemba, el príncipe Shalungba, no estaba contento con el gobierno de Khagemba, por lo que huyó a Taraf, donde se alió con los líderes musulmanes bengalíes locales. Con un contingente de soldados musulmanes bengalíes dirigidos por Muhammad Sani, Shalungba intentó invadir Manipur, pero los soldados fueron capturados y obligados a trabajar como trabajadores en Manipur. Estos soldados se casaron con mujeres meitei locales y se adaptaron al idioma meitei. Introdujeron la cachimba en Manipur y fundaron la comunidad musulmana Pangal o Manipuri. Se afirma que Manipur aprendió el arte de hacer pólvora de los comerciantes chinos que visitaron el estado alrededor de 1630 y comenzaron a fabricar cohetes llamados Meikappi a principios del siglo XVIII.

## Estado de Manipur
En 1714, el rey Meidingu Pamheiba fue iniciado en el vaishnavismo Gaudiya por Shantidasa Gosain, un hindú bengalí de Sylhet. Hizo de la fe Gaudiya Vaishnava la religión del estado, hizo que el idioma Bishnupriya Manipuri escrito en escritura bengalí fuera el idioma nacional y destruyó todos los documentos del idioma Meitei escritos en escritura Meitei y cambió su nombre a Garib Niwaj. En 1724, se adoptó el nombre sánscrito Manipur ('la Morada de las Joyas') como nombre del estado. El rey Garib Niwaj hizo varias incursiones en Birmania, pero ninguna conquista permanente. Después de la muerte de Gharib Nawaz en 1754, Manipur fue ocupada por el Reino de Birmania y el rey Meitei Bhagya chandra (Ching-Thang Khomba) buscó la ayuda de los británicos, pero cuando los británicos no ayudaron, fue a Ahom King Rajeswar Singha quien envió una fuerza de 40.000 al mando de Haranath Senapati Phukan para liberar Manipur. Se negoció un tratado de alianza en 1762 y se envió una fuerza militar para ayudar a Manipur. Más tarde se retiró la fuerza y luego se dejó al estado a su suerte. Manipur fue invadida al comienzo de la primera guerra anglo-birmana, junto con Cachar y Assam.

## Protectorado británico
Tras las invasiones birmanas, en 1824 el rey de Manipur Gambhir Singh (Chinglen Nongdrenkhomba) pidió ayuda a los británicos y la solicitud fue concedida. Se enviaron cipayos y artillería y los oficiales británicos entrenaron una leva de tropas de Manipuri para las batallas que siguieron. Después de la expulsión de los birmanos, se añadió al estado el valle de Kabaw hasta el río Ningthi. En 1824-1826, tras la conclusión de la primera guerra anglo-birmana, Manipur se convirtió en un protectorado británico .
Manipur se mantuvo relativamente pacífica y próspera hasta la muerte del rey Gambhir Singh en 1834. Cuando murió, su hijo tenía solo un año y su tío Nara Singh fue nombrado regente. Ese mismo año los británicos decidieron devolver el valle de Kabaw al Reino de Birmania, que nunca se había alegrado por la pérdida. Se pagó una compensación a Raja de Manipur en forma de una asignación anual de 6.370 rupias y se estableció una residencia británica en Imphal, la única ciudad del estado, en 1835 para facilitar la comunicación entre los británicos y los gobernantes de Manipur.
Después de un atentado frustrado contra su vida, Nara Singh tomó el poder y ocupó el trono hasta su muerte en 1850. Los británicos le dieron a su hermano Devendra Singh el título de Raja, pero no era popular. Después de solo tres meses, Chandrakirti Singh invadió Manipur y ascendió al trono, mientras que Devendra Singh huyó a Cachar. Numerosos miembros de la familia real intentaron derrocar a Chandrakirti Singh, pero ninguna de las rebeliones tuvo éxito. En 1879, cuando el comisionado adjunto británico G.H. Damant fue asesinado por un partido Angami Naga, el rey de Manipur ayudó a los británicos enviando tropas a la vecina Kohima. Después de este servicio a la corona, Chandrakirti Singh fue recompensado con la Orden de la Estrella de la India.
Después de la muerte de Maharaja Chandrakriti en 1886, su hijo Surachandra Singh lo sucedió. Como en ocasiones anteriores, varios pretendientes al trono intentaron derrocar al nuevo rey. Los tres primeros intentos fueron derrotados, pero en 1890, tras un ataque al palacio por parte de Tikendrajit y Kulachandra Singh, dos de los hermanos del rey, Surachandra Singh anunció su intención de abdicar y se fue de Manipur a Cachar. Kulachandra Singh, el hermano menor del rey, ascendió al trono mientras Tikendrajit Singh, un hermano mayor y comandante de las fuerzas armadas de Manipuri, ostentaba el poder real tras bambalinas. Mientras tanto, Surachandra Singh, una vez a salvo lejos de Manipur, pidió ayuda a los británicos para recuperar el trono.

### La  'Expedición Manipur'
Los británicos decidieron reconocer a Juvraj Kulachandra Singh como Raja y enviar una expedición militar de 400 hombres a Manipur para castigar a Senapati Tikendrajit Singh como principal responsable de los disturbios y los disturbios dinásticos. Esta acción y los eventos violentos que siguieron se conocen en los anales británicos como la 'Expedición Manipur, 1891', mientras que en Manipur se conocen como la 'Guerra Anglo-Manipur de 1891'.
El intento británico de destituir a Tikendrajit de su cargo de comandante militar (Senapati) y arrestarlo el 24 de marzo de 1891 causó un gran revuelo. La residencia británica en Imphal fue atacada y el Comisionado Jefe de Assam J.W. Quinton, Col. Sken, el residente británico y otros funcionarios británicos fueron asesinados. En medio de los disturbios, a Ethel St Clair Grimwood, la viuda de Frank St Clair Grimmond, el residente británico asesinado, se le atribuyó el liderazgo de una retirada de los cipayos supervivientes de Manipur a Cachar. Más tarde fue elogiada como una heroína. El 27 de abril de 1891 se envió una expedición punitiva de 5.000 efectivos contra Manipur. Tres columnas británicas entraron en Manipur desde la Birmania británica, Cachar y las colinas de Naga, que después de varias escaramuzas con el ejército de Manipuri de 3.000 hombres, lograron pacificar el reino. Tras el ataque británico, Senapati Tikendrajit y el joven rey Kulachandra huyeron, pero fueron capturados. Los Senapati y los Manipuris que habían estado involucrados en el asesinato de los oficiales británicos fueron juzgados y ahorcados, mientras que el depuesto Rey Kulachandra y otros líderes de la rebelión fueron enviados a la Cárcel Cellular en las Islas Andamán. En este momento hasta el 22 de septiembre de 1891, Manipur se anexó brevemente a la India británica en virtud de la doctrina de la caducidad. El 22 de septiembre de 1891, cuando Meidingngu Churachand (Churachandra), un niño de 5 años, subió al trono, el poder fue restaurado nominalmente a la corona de Manipuri sobre el estado. Durante los disturbios dinásticos y la intervención británica, las tribus de las montañas Naga y Kuki del estado cayeron en la anarquía, con numerosos casos de asesinatos e incendios provocados en los pueblos de las montañas, una situación que duró hasta bien entrado 1894.

### ElsigloXX: Crepúsculo y fin del estado principesco
El niño gobernante Churachand pertenecía a una rama lateral de la familia real de Manipur, por lo que se pasaron por alto a todos los principales contendientes al trono. Mientras era menor de edad, los asuntos de estado fueron administrados por el Agente Político Británico, lo que facilitó la introducción e implementación de reformas. La primera carretera asfaltada a Manipur se inauguró en 1900 —hasta entonces no había carreteras adecuadas para llegar al reino— y esta mejora en las comunicaciones facilitó la visita del virrey Lord Curzon en 1901. Raja Churachand fue declarado rey formalmente en 1907 después de completar su educación en Ajmer. En 1918 se le concedió el privilegio de usar el título de 'maharajá' y durante su reinado Manipur disfrutó de un período de relativa paz y prosperidad. En 1934, el rey Churachand fue nombrado caballero por los británicos, convirtiéndose en Sir Churachandra Singh.
Entre marzo de 1944 y julio de 1944 parte de Manipur y el Distrito de Naga Hills de la provincia de Assam fueron ocupados por el Ejército japonés Imperial. La capital Imphal fue bombardeada el 10 de mayo de 1942.
El último gobernante del Reino de Manipur fue el Maharaja Bodhchandra Singh. Gobernó entre 1941 y 1949.

## Incorporación a la India
El 14 de agosto de 1947, con la caída de la supremacía de la Corona británica, Manipur se volvió brevemente "independiente", es decir, libre del control del gobernador de Assam, lo que puede considerarse como una reversión a la autonomía política que existía antes de 1891. Sin embargo, el maharajá ya había acordado adherirse a la India el 11 de agosto, los tres temas de defensa, asuntos exteriores y comunicación fueron cedidos a la India con la garantía de la autonomía e independencia de Manipur en el trato con la nueva India. (Dominio de la India). Se promulgó una 'Ley de Constitución del Estado de Manipur de 1947', que le dio al estado su propia constitución, aunque esto no se conoció en otras partes de la India debido al relativo aislamiento del reino. El Gobierno de la India no reconoció la Constitución.
El 21 de septiembre de 1949, el maharajá fue obligado a firmar un acuerdo de fusión con la Unión de la India, que entraría en vigor el 15 de octubre del mismo año. Como resultado del acuerdo, el Estado de Manipur se fusionó con la Unión India como un Estado Parte C (similar a una Provincia de Comisionado Jefe bajo el régimen colonial o un Territorio de la Unión en la estructura india actual), para ser gobernado por un Comisionado Jefe designado por el Gobierno de la India. Se abolió la asamblea representativa de Manipur.
Descontento con el gobierno central, Rishang Keishing inició un movimiento por un gobierno representativo en Manipur en 1954. Sin embargo, el ministro del Interior de la India declaró que aún no había llegado el momento de crear asambleas representativas en los estados de la Parte C como Manipur y Tripura, alegando que estaban ubicadas en áreas fronterizas estratégicas de la India, que la gente era políticamente atrasada y que la administración en esos estados todavía era débil. Sin embargo, se le otorgó una medida sustancial de autogobierno local en virtud de la Ley de Consejos Territoriales de 1956, un cuerpo legislativo y un consejo de ministros en 1963 y la condición de Estado pleno en 1972.

## Gobernantes
Los gobernantes del estado de Manipur tenían derecho a un saludo de 11 cañonazos por parte de las autoridades británicas. La dinastía actual comenzó en 1714.
- 1709–1754 Gharib Nawaz (Pamheiba) (fallecido en 1754)
- 1754–1756 Bharat Shah (Chitsai)
- 1756–1764 Guru Sham (Gaurisiam) (fallecido 1764)
- 1764–1798 Jai Singh (Bhagya Chandra)
- 1798–1801 Rohinchandra (Harshachandra Singh) (fallecido 1801)
- 1801–1806 Maduchandra Singh (fallecido 1806)
- 1806–1812 Charajit Singh (fallecido 1812)
- 1812–1819 Marjit Singh (fallecido en 1824)

### Rajas bajo gobierno birmano
Hubo solo dos reyes feudatarios durante el tiempo de las invasiones birmanas.
- 1819–1823 Shubol
- 1823–1825 Pitambara Singh

### Rajas bajo protección británica
- 26 de junio de 1825 – 9 de enero de 1834 Gambhir Singh (fallecido 1834)
- 1834 –1844 Nara Singh – Regente (fallecido 1850)
- 1844 – 10 de abril de 1850 Nara Singh
- 1850 (3 meses) Devendra Singh (fallecido en 1871)
- 1850 – mayo de 1886 Chandrakirti Singh (nacido en 1831 – fallecido en 1886) (desde el 18 de febrero de 1880, Sir Chandrakirti Singh)
- 1886 – 24 de septiembre de 1890 Surachandra Singh (fallecido 1891)
- 24 de septiembre de 1890 – 19 de abril de 1891 Kulachandra Singh (nacido en 18?? – fallecido 1934)
- 19 de abril de 1891 – 18 de septiembre de 1891 Interregno
- 18 de septiembre de 1891 – 1918 Churachandra Singh (nacido en 1885 – fallecido en 1941)

### Maharajas
- 1918 – septiembre de 1941 Churachandra Singh (desde el 1 de enero de 1934, Sir Churachandra Singh)
- Septiembre de 1941 – 15 de octubre de 1949 Bodhchandra Singh (1909 – 1955)

### Administradores británicos
Agentes políticos

Los agentes políticos estuvieron subordinados al comisionado jefe de Assam (vicegobernador de Bengala Oriental y Assam durante 1905–1912)
- 1835–1844 George Gordon
- 1844–1863 William McCulloch (1ᵃ vez)[25]
- 1863–1865 Dillon
- 1865–1867 William McCulloch (2ᵃ vez)
- 1867–1875 Robert Brown
- 1875–1877 Guybon Henry Damant (interino)
- 1877–1886 Sir James Johnstone
- 1886 (6 semanas) Trotter (interino)
- 25 de marzo de 1886 – 21 de abril de 1886 Walter Haiks (interino)
- 1886– 24 de abril de 1891 St. Clair Grimwood (fallecido en 1891)
- 1891 Sir Henry Collett (comandante británico)
- 1891–1893 H.st.P. John Maxwell (1ᵃ ocasión)
- 1893–1895 Alexander Porteous (1ᵃ ocasión)
- 1895–1896 H.st.P. John Maxwell (2ᵃ ocasión)
- 1896–1898 Henry Walter George Cole (1ᵃ vez) (interino)
- 1898–1899 Alexander Porteous (2ᵃ vez)
- 1899–1902 H.st.P. John Maxwell (3ᵃ vez)
- 1902–1904 Albert Edward Woods
- 1904–1905 H.st.P. John Maxwell (4ᵃ vez)
- 1905–1908 John Shakespear (1ᵃ ocasión)
- 1908–1909 A.W. Davis
- 1909–1914 John Shakespear (2ᵃ ocasión)
- 1914–1917 Henry Walter George Cole (2ᵃ vez)
- 1917–1918 John Comyn Higgins (1ᵃ ocasión)
- 1918–1920 William Alexander Cosgrave
- 1920–1922 L.O. Clarke (1ᵃ vez)
- 1922 Christopher Gimson (1ᵃ ocasión) (interino)
- 1922–1924 L.O. Clarke (2ᵃ vez)
- 1924 –1928 John Comyn Higgins (2ᵃ ocasión)
- 12 de marzo de 1928 – 23 de noviembre de 1928 C.G. Crawford
- 1928–1933 John Comyn Higgins (3ᵃ ocasión)
- 1933–1938 Christopher Gimson (2ᵃ ocasión)
- 1938–1941 Gerald Pakenham Stewart (1ᵃ vez) (prisionero japonés 1941–45)
- 1941–1946 Christopher Gimson (3ᵃ ocasión)
- Diciembre de 1946 – 14 de agosto de 1947 Gerald Pakenham Stewart (2ᵃ vez)

### Administración india
Agentes políticos

Los agentes indios estuvieron subordinados al Gobernador de Assam.
- 15 de agosto de 1947 – 1947 Gerald Pakenham Stewart
- 1947–1948 Shri Debeswar Sharma

Dewans

Los dewans representaban al Gobernador de Assam.
- 1948 – 16 de abril de 1949 Maharaj Kumar Priyobrata Singh
- 16 de abril de 1949 – 15 de octubre de 1949 Rawal Amar Singh

## Banderas
El Estado de Manipur tuvo un conjunto de dos banderas, una blanca y otra roja. Todas presentaban el dragón Pakhangba en el centro, a pesar de que no tan prominente en las últimas banderas.
|  |  |  |